# Масалов Сергій Олександрович
Сергій Олександрович Масалов (нар. 1 грудня 1937, Воронеж) — український науковець-радіофізик, педагог. Доктор фізико-математичних наук (1982), професор (1998). Двічі лауреат Державної премії УРСР в галузі науки і техніки (1972, 1989), заслужений діяч науки і техніки України (2008). Співзасновник в Україні наукового напряму обчислювальної електродинаміки, розвинув напрям надширокосмугової радіолокації, розробив радіофізичні методи відеоімпульсної локації.
Майже 60 років — науковий співробітник Інституту радіофізики та електроніки АН УРСР (пізніше — Інституту радіофізики та електроніки імені О. Я. Усикова НАН України; з 1966), з яких 31 рік — завідувач заснованого ним відділу радіофізичної інтроскопії. Автор понад 200 наукових робіт, учень академіків Володимира Марченка та Віктора Шестопалова.

## Життєпис
Народився 1 грудня 1937 року в Воронежі, РРФСР. Під час німецько-радянської війни втратив батька.
У 1959 році закінчив кафедру математичної фізики Харківського державного університету імені О. М. Горького, учень академіка Володимира Марченка та професора Олександра Повзнера. Відтоді ж працював на кафедрі.
У 1965 році закінчив аспірантуру радіофізичного факультету Харківського інституту гірничого машинобудування. Через рік здобув науковий ступінь кандидата фізико-математичних наук, захистивши дисертацію на тему «Дифракция электромагнитных волн на решетках, составленных из брусьев прямоугольного поперечного сечения».

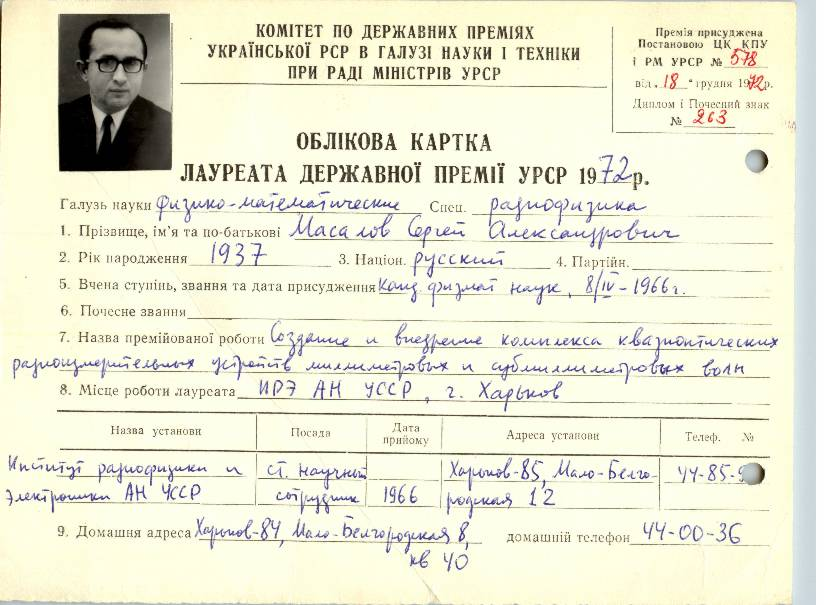
Облікова картка лауреата Державної премії УРСР Сергія Масалова, 1972 рік

З 1966 року — науковий співробітник відділу теоретичної електроніки Інституту радіофізики та електроніки АН УРСР (пізніше — Інституту радіофізики та електроніки імені О. Я. Усикова НАН України; ІРЕ). У 1982 році здобув науковий ступінь доктора фізико-математичних наук, захистивши дисертацію на тему «Теория дифракции волн на периодических структурах в резонансной области».
У 1987 році заснував і протягом 31 року очолював відділ радіофізичної інтроскопії ІРЕ. У 1998 році затверджений у вченому званні професора. Понад 10 років обіймав посаду професора кафедри диференціальних рівнянь та керування Харківського національного університету імені В. Н. Каразіна. 
У 2018 році передав керування відділом радіофізичної інтроскопії своєму учневі Геннадію Почаніну. Продовжує працювати в інституті на посаді головного наукового співробітника.

## Наукова діяльність
Автор понад 200 наукових робіт. Засновник власної наукової школи з обчислювальної електродинаміки, науковий керівник і консультант понад 20 докторів і кандидатів наук. Серед учнів Сергія Масалова — доктори та кандидати наук Геннадій Почанін, Олег Ситнік, Вадим Рубан, Тетяна Огурцова, Владислав Луценко тощо.
На початку 1960-х років, після машинного прогону програм, що базувались на методі Аграновича-Марченка-Шестопалова (метод проблеми Рімана-Гільберта), співзаснував новий для України науковий напрям — обчислювальну електродинаміку. У середині десятиліття займався створенням методів, що дають можливість досліджувати періодичні ґратки з об'ємних елементів різної конфігурації.
Автор методів розв'язання різних класів задач дифракції, циклу досліджень з розробки фізичних основ технологій типу «Стелс» для створення радіолокаційних невидимок. Дослідив створення відеоімпульсних радіолокаційних систем з прецизійною роздільною здатністю, проєктував антени для радіолокаторів широкого призначення, розвинув напрям надширокосмугової радіолокації. Наприкінці 1990-х років керував створенням елементної бази відеоімпульсних підповерхневих георадарів.
Протягом багатьох років очолював екзаменаційну комісію Харківського національного університету імені В. Н. Каразіна. Заступник голови спеціалізованої вченої ради з захисту дисертацій ІРЕ, член редакційної колегії часопису «Радіофізика та електроніка».

## Науковий доробок (частковий)
- Дифракция электромагнитных волн на решетках, составленных из брусьев прямоугольного поперечного сечения: диссертация кандидата физико-математических наук : 01.00.00 / С. А. Масалов. — Харьков, 1965. — 149 с. : ил.
- Дифракция плоской электромагнитной волны на решетке из брусьев круглого сечения / С. А. Масалов, В. Г. Сологуб, В. П. Шестопалов. — Харьков: [б. и.], 1972. — 38 с. : ил.
- Шеcтопалов В. П., Литвиненко Л. Н., Масалов С. А., Сологуб В. Г. Дифракция волн на решетках. Харьков: Изд-во Харьк. ун-та, 1973. 278 с.
- Исследование спектра собственных частот магнитных типов колебаний в цилиндрическом резонаторе с коаксиальным кольцевым выступом / А. А. Кириленко, С. А. Масалов, В. П. Шестопалов, В. Ф. Шинкаренко. — Харьков: [б. и.], 1974. — 53 с. : ил.
- Поляризационные свойства решеток волноводного типа — Харьков: [б. и.], 1977. — 55 с. : ил.
- Характеристики дифракционного излучения различных отражательных решеток — Харьков: [б. и.], 1977. — 29 с. : ил.
- Теория дифракции волн на периодических структурах в резонансной области: диссертация доктора физико-математических наук : 01.04.03. — Харьков, 1980. — 395 с. : ил.
- Матричные уравнения типа свертки в теории дифракции / В. П. Шестопалов, А. А. Кириленко, С. А. Масалов. — Киев: Наук. думка, 1984. — 293 с. : ил.
- Резонансное рассеяние волн / В. П. Шестопалов, А. А. Кириленко, С. А. Масалов, Ю. К. Сиренко, [отв. ред. И. П. Якименко] ; АН УССР, Ин-т радиофизики и электроники. — Киев: Наукова думка, 1986. Т. 1: Дифракционные решетки. — 231, [1] с. : ил.
- Резонансное рассеяние волн / В. П. Шестопалов, А. А. Кириленко, С. А. Масалов, Ю. К. Сиренко, [отв. ред. И. П. Якименко] ; АН УССР, Ин-т радиофизики и электроники. — Киев: Наукова думка, 1986. Т. 2: Волноводные неоднородности. — 214, [1] с. : ил.
- Масалов С. А., Пузанов А. О. Дифракция видеоимпульсов на слоистых диэлектрических структурах // Радиофизика и радиоастрономия. — 1997. — Т. 2, № 1. — С. 85-94.
- Масалов С. А., Щербак В. В. Методы школы В. П. Шестопалова в теории дифракции. Радиофизика и электроника: сб. науч. тр. Ин-т радиофизики и электроники НАН Украины. Харьков, 2000. Т. 5, № 2. С. 13—34.
- Масалов С. А., Почанин Г. П., Холод П. В. Вопросы подповерхностной радиолокации / под общ. ред. А. Ю. Гринева. — М.: Радиотехника, 2005. — 416 с.
- Почанин Г. П., Калюжный Н. М., Белоусов В. Е., Масалов С. А., Почанина И. Е. Экспоненциально-щелевая антенна с согласующим отверстием. / Антенны. — 2010. — № 3 (154). — С. 23—33.
- Академик Виктор Петрович Шестопалов. Служение науке. Под ред. П. Н. Мележика, С. А. Масалова, Ю. К. Сиренко. Харьков: ИПП «Контраст», 2012. 424 с.
- Кравченко В. Ф., Луценко В. И., Масалов С. А., Пустовойт В. И. Анализ нестационарных сигналов и полей с использованием вложенных полумарковских процессов // Докл. РАН. — 2013. — Т. 453, № 2. — С. 1–4.
- Сытник О. В., Масалов С. А., Почанин Г. П. Алгоритм гомоморфной обработки сигналов георадара // Радиофизика и электроника. — 2015. — Т. 20, № 4, С. 39-44.
- С. О. Масалов, Г. П. Почанін, В. П. Рубан, П. В. Холод. Радіолокаційний моніторинг технічного стану підповерхневої частини інженерних споруд / Техническая диагностика и неразрушающий контроль. — 2016. — № 1. — С. 17-23.
- Сытник О. В., Почанин Г. П., Масалов С. А., Рубан В. П., Холод П. В. Метод измерения координат подвижных объектов видеоимпульсным радаром. — Радіофізика та електроніка. 2018. Т. 23. № 2, С. 39-46.
- Т. М. Огурцова, Н. К. Блінова, С. О. Масалов, В. В. Усова. Неспотворений прийом імпульсного сигналу без носійної частоти феритовою антеною. — Вісник Харківського національного університету імені В. Н. Каразіна. Серія «Радіофізика та електроніка». — 2019, Вип. 31, С. 47-58.
- М. И. Дзюбенко, Ю. Е. Каменев, С. А. Масалов, В. П. Радионов. Измерение электродинамических характеристик одномерных ленточных решеток в терагерцовом диапазоне. — Радиофизика и электроника, 2019. — T. 24, № 2. — С. 78–84.
- Дзюбенко М. И., Каменев Ю. Е., Масалов С. А., Радионов В. П., Пузак А. И., Дмитрук Е. И. Равномерные и градиентные металлопленочные выходные зеркала в лазерах терагерцевого диапазона. Science-and-Education-Problems-Prospects-and-Innovations. Abstracts of II International Scientific and Practical Conference Kyoto, Japan, 4-6 November 2020.
- Орленко О. А., Варяниця-Рощупкіна Л. А., Почанін Г. П., Масалов С. О., Корж В. Г. Пригнічення післяімпульсних коливань в активних випромінюючих антенах типу Bow Tie. Радіофізика та електроніка. — 2021. — Т. 26, № 4. С. 3—15.
- П. М. Мележик, А. О. Кириленко, О. О. Костенко, С. О. Масалов. Школа В. П. Шестопалова. Від квазістатики до квазіоптики (до 100-річчя від дня народження) / Радiофiзика i радiоастрономiя. Т. 28, № 1, 2023

### Авторські свідоцтва на винаходи (у співавторстві)
- 1976 — «Перестраиваемый объемный резонатор»
- 1978 — «Генератор дифракционного излучения»
- 1982 — «Открытый резонатор»
- 2006 — «Спосіб розв'язки між передавальним і приймальним модулями антенної системи»
- 2006 — «Спосіб визначення електродинамічних характеристик одновимірних дротяних решіток»

## Нагороди
- 1972 — Державна премія УРСР в галузі науки і техніки — «за створення і впровадження комплексу квазіоптичних радіовимірювальних пристроїв міліметрових та субміліметрових хвиль»
- 1989 — Державна премія УРСР в галузі науки і техніки — «за цикл робіт „Теорія резонансного розсіювання хвиль та її застосування у радіофізиці“»
- 1998 — грамота Інституту інженерів з електротехніки та електроніки
- 2006 — знак Гагаріна Федерального космічного агентства «Роскосмос»
- 2008 — заслужений діяч науки і техніки України
- 2012 — нагрудний знак «За наукові досягнення» Національної академії наук України[1]